# John Lothrop Motley

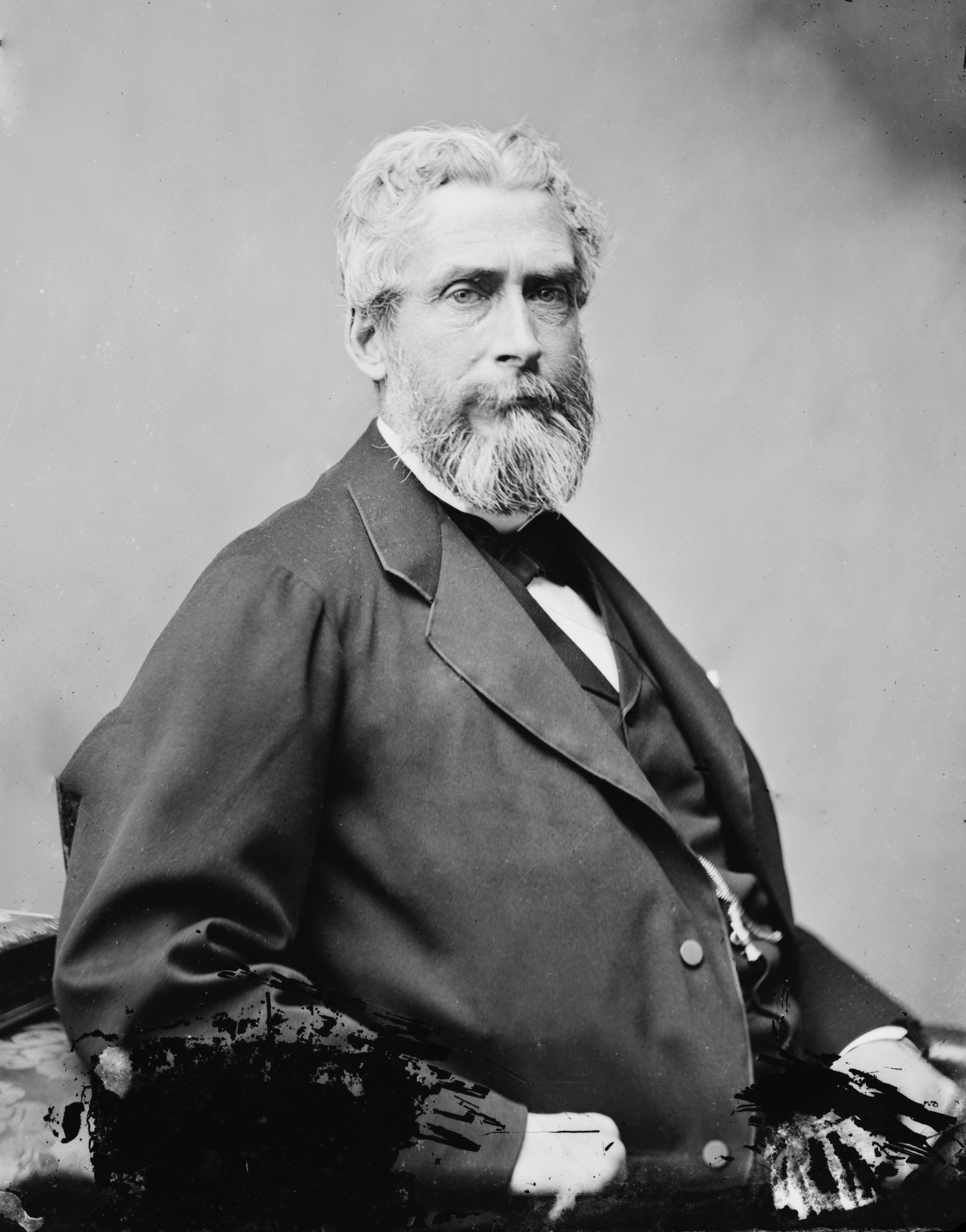
John Lothrop Motley

John Lothrop Motley (15 de abril de 1814 - 29 de maio de 1877) foi um autor e diplomata norte-americano.

## Carreira
Como um historiador popular, ele é mais conhecido por seus trabalhos sobre a Holanda, os três volumes da obra The Rise of the Dutch Republic e quatro volumes History of the United Netherlands. Como ministro dos Estados Unidos na Áustria a serviço do governo de Abraham Lincoln, Motley ajudou a impedir a intervenção europeia ao lado dos confederados na Guerra Civil Americana. Mais tarde, ele serviu como Ministro para o Reino Unido (Corte de St. James) durante a administração de Ulysses S. Grant.

## Publicações selecionadas
- Morton's Hope, or the Memoirs of a Provincial, 1839
- Life and Character of Peter the Great (North American Review), 1845
- On Balzac's Novels (North American Review), 1847
- Merry Mount, a Romance of the Massachusetts Colony, 1849
- Polity of the Puritans (North American Review), 1849
- The Rise of the Dutch Republic, 3 vol., 1856
- Florentine Mosaics (Atlantic Monthly), 1857
- History of the United Netherlands, 4 vol., 1860–67
- Causes of the Civil War in America (The Times), 1861
- Historic Progress and American Democracy, 1868
- Review of S. E. Henshaw's History of the Work of the North-West Sanitary Commission (Atlantic Monthly), 1868
- Democracy, the Climax of Political Progress and the Destiny of Advanced Races: an Historical Essay, 1869. (Reimpressão do panfleto de "Progresso histórico e democracia americana")
- The Life and Death of John of Barneveld, 2 vol., 1874